# سلحفاة هندسية
السلحفاة الهندسية هي نوع من السلاحف البرية تنتمي لجنس بساموبيتس إلى جانب نوعين آخرين. هذه السلحفاة متوطّنةٌ في جنوب أفريقيا (لا توجد في أيّ مكانٍ آخر بالعالم)، إذ لا تقطن سوى منطقةً صغيرةً جداً في جنوب غرب مقاطعة كيب. يُصنِّفها الاتحاد العالمي للحفاظ على الطبيعة كنوعٍ مهددّ بالانقراض. لدى هذه السلاحف صدفة قويَّة جداً ذات ألوان صفراء وسوداء، وهي تتميَّز بهيئةٍ فريدة للغاية، حيث تتخلَّلها الكثير من النتوءات الكبير مُقبَّبة الشكل، رؤوسها باللون البرتقالي، وتنطلق من كلٍّ منها مجموعةٌ من الخطوط باللون نفسه، لتعطي الصدفة نمطاً يساعد السلحفاة على التموّه في بيئتها الطبيعية من المفترسين. تعد السلحفاة الهندسية من السلاحف البرية شديدة الصّغر، إذ لا يتعدى طولها في الغالب 12 إلى 15 سنتيمتراً.

## الانتشار والموطن
ينحصر وجود السلحفاة الهندسية ناحية أقصى جنوب غربيّ مقاطعة كيب الغربية في جمهورية جنوب أفريقيا، وكانت قد عاشت في الماضي بمنطقة مدينة كيب تاون الحديثة، إلا إنَّها اختفت تماماً من هناك الآن. اعتُقِدَ في ستينيات القرن العشرين أن السلحفاة الهندسية كانت قد انقرضت نهائياً، إلا إنَّه عثر على جماعةٍ واحدةٍ منعزلةٍ منها في عام 1972 لتثبت أنها لا زالت باقية، والآن تُعرَف ثلاثة جيوبٍ صغيرة لا زالت تعيش فيها هذه السلاحف، حيث تتمُّ حمايتها بالوقت الحاضر، وهذه الجيوب الثلاث هي في وادي سيريس ووادي تولباغ-وورسيستر والمنخفضات الساحلية.
لا تعيش السلحفاة الهندسية إلا في بيئة محمية الزهور في الكيب، وهي تفضل الأراضي المنخفضة مثل الأودية والمناطق الساحلية، وذلك يجعل جماعاتها تنعزل بسهولةٍ عن بعضها البعض، بسبب أسرها بالحواجز الجبلية التي لا تستطيع عبورها.